# Berlinkonferencen (1880)
 Ikke at forveksle med Berlinkonferencen (1884-85).
Berlinkonferencen i sommeren 1880 var en i Berlin afholdt konference mellem repræsentanter for stormagterne for at regulere den tyrkisk-græske grænse efter, at forhandlinger mellem Grækenland og Tyrkiet på Berlinerkongressen vedrørende Grækenlands ønske om grænseudvidelse ikke havde ført til noget resultat. Den af Frankrig foreslåede grænse blev godkendt af de delegerede, og den 1. juli undertegnedes slutakten efter, at man var blevet enige om en kollektivnote til de tyrkiske og græske regeringer.